# Hesperophylax minutus
Hesperophylax minutus är en nattsländeart som beskrevs av Yong Ling 1938. Hesperophylax minutus ingår i släktet Hesperophylax och familjen husmasknattsländor. Inga underarter finns listade i Catalogue of Life.